# Estuary English
Als Estuary English (engl. estuary ‚Mündung‘) bezeichnet man einen Akzent der englischen Sprache, der im Südosten Englands (im Mündungsgebiet der Themse) gesprochen wird. Estuary English teilt eine Anzahl von phonetischen Merkmalen mit dem Londoner Cockney, so etwa die Verwendung von Glottal Stops am Wortende. Geprägt wurde der Begriff Estuary English ursprünglich 1984 durch den Journalisten David Rosewarne. Estuary English erhielt zunächst einige Aufmerksamkeit in den Medien, die Estuary English unter anderem als Nachfolger der Standardaussprache Received Pronunciation (RP) diskutierten. Verwendung von Estuary English wurde auch bei Mittel- und Oberklassesprechern wie dem ehemaligen Premierminister Tony Blair und anderen Prominenten beobachtet. Seit den 1990er Jahren beschäftigt sich auch die sprachwissenschaftliche Forschung mit Estuary English. Es gibt noch keine eindeutigen Ergebnisse dazu, ob Estuary English tatsächlich ein regionaler Akzent, ein Dialekt oder eine Vielzahl von parallelen Entwicklungen in der Aussprache des britischen Englisch ist.

## Historie des Begriffs
Die erste Beschreibung des Phänomens Estuary English erfolgte durch den Journalisten David Rosewarne im Times Literary Supplement 1984. Rosewarne stellte die These auf, dass eine zunehmende Verbreitung eines Akzents zu beobachten ist, der zwischen dem Londoner Dialekt Cockney und der englischen Standardaussprache Received Pronunciation (RP) liegt. So sagt Rosewarne, dass Sprecher dieses Akzents weniger Glottal Stops für /t/ und /d/ verwenden als ein Cockney-Sprecher, aber mehr als ein Sprecher des RP. Als Begriff für diesen neuen Akzent prägte Rosewarne den Ausdruck Estuary English, und er sah Estuary English als das potentielle RP der Zukunft, weil es zunehmend Popularität unter jüngeren Sprechern gewänne.
Das Phänomen wurde einige Jahre später von Paul Coggle, einem Dozenten für Deutsch an der University of Canterbury, aufgegriffen. Coggle veröffentlichte dazu ein kleines Unterhaltungsbuch unter dem Titel Do You Speak Estuary?. Weder Rosewarnes Artikel noch Coggles Buch waren jedoch eine ernsthafte wissenschaftliche Auseinandersetzung mit dem Phänomen. Die Diskussion um Estuary English wurde auch in den Folgejahren hauptsächlich durch die Medien, weniger durch die sprachwissenschaftliche Forschung dominiert. Ende der 1990er Jahre erschienen jedoch zunehmend Publikationen, die sich mit dem Phänomen befassten, es zu beschreiben versuchten und eine wissenschaftliche Einordnung angingen.

## Merkmale
Der Linguist John C. Wells gehörte zu den ersten, der versuchte, Estuary English wissenschaftlich zu beschreiben. Nach Wells ist Estuary English ein Akzent aus der Region in und um London, kein Dialekt, wie etwa Cockney. (Ein Dialekt zeichnet sich nicht nur durch eine vom Standard abweichende Aussprache aus, sondern auch durch vom Standard abweichende Eigenarten in Wortschatz und Grammatik.) Laut Wells hat Estuary English folgende Merkmale:
- Verwendung des Glottalstop ([ʔ]) statt [t], vor allem am Wortende: take i' off statt RP take it off
- Verwendung der Affrikate [d͡ʒ] und [t͡ʃ] statt der Konsonantencluster [dj] and [tj] (Yod-Koaleszenz): Chooseday ([tʃu:zdeɪ]) für Tuesday (RP: [tju:zdeɪ])
- Vokalisierung des /l/ am Ende eines Wortes: miwk-bottoo für milk bottle
- Verschiebung der Diphthonge in Wörtern wie face, price and goat: [fʌɪs], [prɑɪs], [gʌʊʔ]
- Veränderte Aussprache von <o> und <oa> vor dunklem [l] (dark l) (sog. wholly - holy split): wholly /ˈhɒʊli/ wird anders als holy /ˈhəʊli/ ausgesprochen

Neben den von Wells zusammengestellten Merkmalen sind von anderen Linguisten weitere potentielle Charakteristika des Estuary English genannt worden. So bemerkt die Linguistin Ulrike Altendorf, dass man bei Sprechern von Estuary English zunehmend auch das Th-Fronting beobachtet, also die Ersetzung des Th-Lauts [θ] durch [f], wie in Norf London für North London, wie es sonst in Cockney üblich ist.
David Rosewarne selbst nennt noch andere Merkmale als die von Wells, so z. B. die i-Laute in me (RP: /i:/) und city (RP: /ɪ/), die in Estuary English als Diphthonge realisiert werden. So wird me eher wie May ausgesprochen, city eher wie citay. Ferner lassen Sprecher des Estuary English den Laut [j] in Worten wie news aus ([nu:z], sog. j-dropping); die Aussprache [nju:z] findet man nur noch bei konservativen Sprechern des RP.

## Estuary English in den Medien
Die Veröffentlichungen von David Rosewarne haben einige Aufmerksamkeit in den englischen Medien erregt, so dass in den Folgejahren über die Zukunft von RP spekuliert wurde, auch ob es langsam durch Estuary English ersetzt würde. Ferner wurde Sorge darüber geäußert, ob das Erscheinen von Estuary English als neue Englischvariante ein Zeichen für den zunehmenden Verfall von Standards ist und ob Estuary English an Schulen unterrichtet werden solle. Britische Prominente wurden als Sprecher des Estuary English identifiziert, darunter Greg Dyke, damaliger Generaldirektor der BBC 1999, der Parlamentsabgeordnete Ken Livingstone, George Leonard Carey, Erzbischof von Canterbury, Prinzessin Diana und der ehemalige Premierminister Tony Blair.

## Estuary English in der sprachwissenschaftlichen Forschung
Der Status von Estuary English ist in der Sprachwissenschaft noch in Diskussion. Die meisten Linguisten gehen wie Wells davon aus, dass Estuary English ein Akzent ist, vereinzelt findet man aber auch die These, dass es sich um einen Dialekt handelt, d. h., dass Estuary English nicht nur eine spezielle Aussprache umfasst, sondern auch grammatische Phänomene.
Die Frage, ob Estuary English nur von bestimmten sozialen Schichten gesprochen wird und wenn ja, von welchen, wird in der Literatur unterschiedlich beantwortet: So findet man in der fünften Auflage von Gimsons Pronunciation of English Estuary English als eine Art „regionales Mittelklasse-RP“. In der Einführung in die Phonetik von Davenport und Hannahs dagegen ist Estuary English ein Akzent der unteren Mittelklasse und der Arbeiterklasse.
Während für populäre, nicht-wissenschaftliche Autoren wie Rosewarne schon feststeht, dass es sich um eine neue regionale Variante des Englischen im Südosten Englands handelt, ist dies aus wissenschaftlicher Sicht noch nicht so eindeutig. Einige Linguisten lehnen den Begriff Estuary English ganz ab, weil sie keine Belege dafür sehen, dass es sich überhaupt um eine neue Variante des Englischen handelt. Diese Ablehnung des Konzepts Estuary English wird teilweise durch Feldstudien gestützt: Die von Rosewarne und anderen erwähnten sprachlichen Merkmale des Estuary English wurden in verschiedenen Städten und Regionen Südostenglands in Feldstudien untersucht. Es wurden zwar in allen Studien die Verwendung von verschiedenen Merkmalen belegt, aber nicht so konsistent, dass man von einem einheitlichen Akzent des Südostens Englands sprechen könnte.
Offen ist noch die Frage, wie weit sich Estuary English über die Region um London hinaus schon in anderen Städten ausgebreitet hat: Auch hier liefern Feldstudien aus den 1990er und 2000er Jahren kein eindeutiges Bild: Es sieht vielmehr so aus, als wenn nur einzelne Merkmale wie Th-Fronting und die Verwendung des Glottalstop sich auch außerhalb des Südostens Englands ausbreiten. Einige Autoren kommen aufgrund dessen zu dem Schluss, dass es ein Estuary English nicht gibt: Es sei vielmehr eine populäre, nicht-wissenschaftliche Kurzbezeichnung für verschiedene unabhängig voneinander verlaufende Entwicklungen in der englischen Sprache, die sich in England ausbreiten. Einzelne Sprachwissenschaftler fassen dies verkürzt so zusammen, dass Estuary English das RP von morgen sein wird.